# رنگینک‌نمای سرخاکستری
رنگینک‌نمای سرخاکستری (نام علمی: Piprites griseiceps) نام یک گونه از سرده رنگینک‌نماها است.